# توكسوك باي
توكسوك باي (بالإنجليزية: Toksook Bay, Alaska)‏ هي مدينة تقع في ولاية ألاسكا في الولايات المتحدة. تبلغ مساحة هذه المدينة 191.7 (كم²)، وترتفع عن سطح البحر 0 م، بلغ عدد سكانها 590 نسمة في عام 2010 حسب إحصاء مكتب تعداد الولايات المتحدة.

## التركيبة السكانية
حدّد مكتب تعداد الولايات المتحدة بيانات التركيبة السكانية لتوكسوك باي في تعداد الولايات المتحدة. في ما يلي، التركيبة السكانية حسب تعدادي 2000 و2010.

### تعداد عام 2000
بلغ عدد سكان توكسوك باي 532 نسمة بحسب تعداد عام 2000، وبلغ عدد الأسر 106 أسرة وعدد العائلات 94 عائلة مقيمة في المدينة. في حين سجلت الكثافة السكانية 2.9 نسمة لكل كيلومتر مربع (7.5/ميل2). وبلغ عدد الوحدات السكنية 110 وحدة بمتوسط كثافة قدره 0.6 لكل كيلومتر مربع (1.6/ميل2).
وتوزع التركيب العرقي للمدينة بنسبة 2.44% من البيض و94.36% من الأمريكيين الأصليين و3.20% من عرقين مختلطين أو أكثر.
بلغ عدد الأسر 106 أسرة كانت نسبة 75.5% منها لديها أطفال تحت سن الثامنة عشر تعيش معهم، وبلغت نسبة الأزواج القاطنين مع بعضهم البعض 65.1% من أصل المجموع الكلي للأسر، ونسبة 12.3% من الأسر كان لديها معيلات من الإناث دون وجود شريك، بينما كانت نسبة 11.3% من الأسر لديها معيلون من الذكور دون وجود شريكة وكانت نسبة 11.3% من غير العائلات. تألفت نسبة 10.4% من أصل جميع الأسر من عدة أفراد يعيشون في نفس المنزل ونسبة 0.9% كانت تتألف من شخص يعيش بمفرده يبلغ من العمر 65 عاماً أو أكثر. وبلغ متوسط حجم الأسرة المعيشية 5.02، أما متوسط حجم العائلات فبلغ 5.45.
بلغ العمر الوسطي للسكان 22.5 عاماً. وكانت نسبة 44% من القاطنين تحت سن الثامنة عشر، وكانت نسبة 9.8% بين الثامنة عشر والرابعة والعشرين عاماً، ونسبة 27.4% كانت واقعةً في الفئة العمرية ما بين الخامسة والعشرين والرابعة والأربعين عاماً، ونسبة 14.1% كانت ما بين الخامسة والأربعين والرابعة والستين، ونسبة 4.7% كانت ضمن فئة الخامسة والستين عاماً فما فوق. يوجد لكل 100 أنثى 118.0 ذكر، ويوجد لكل 100 أنثى في الثامنة عشر من عمرها فما فوق 124.1 ذكر.
بلغ متوسط دخل الأسرة في المدينة 30,208 دولارًا، أما متوسط دخل العائلة فبلغ 32,188 دولارًا. وكان متوسط دخل الذكور 22,813 دولارًا مقابل 36,250 دولارًا للإناث. وسجل دخل الفرد الخاص بالمدينة 8,761 دولارًا. وكانت نسبة 26.9% من العائلات ونسبة 27.3% من السكان تحت خط الفقر، وكان من هؤلاء نسبة 37.4% تحت سن الثامنة عشر ونسبة 28.6% في الخامسة والستين من العمر وما فوق.

### تعداد عام 2010
بلغ عدد سكان توكسوك باي 590 نسمة بحسب تعداد عام 2010، وبلغ عدد الأسر 125 أسرة وعدد العائلات 109 عائلة مقيمة في المدينة. في حين سجلت الكثافة السكانية 3.2 نسمة لكل كيلومتر مربع (8.3/ميل2). وبلغ عدد الوحدات السكنية 135 وحدة بمتوسط كثافة قدره 0.7 لكل كيلومتر مربع (1.8/ميل2).
وتوزع التركيب العرقي للمدينة بنسبة 4.41% من البيض و0.34% من الأمريكيين الأفارقة و92.03% من الأمريكيين الأصليين و0.17% من الأمريكيين ذوي الأصول الآسيوية و1.02% من الأعراق الأخرى و2.03% من عرقين مختلطين أو أكثر و1.02% من الهسبانيون أو اللاتينيون من أي عرق.
بلغ عدد الأسر 125 أسرة كانت نسبة 67.2% منها لديها أطفال تحت سن الثامنة عشر تعيش معهم، وبلغت نسبة الأزواج القاطنين مع بعضهم البعض 62.4% من أصل المجموع الكلي للأسر، ونسبة 14.4% من الأسر كان لديها معيلات من الإناث دون وجود شريك، بينما كانت نسبة 10.4% من الأسر لديها معيلون من الذكور دون وجود شريكة وكانت نسبة 12.8% من غير العائلات. تألفت نسبة 8.8% من أصل جميع الأسر من عدة أفراد يعيشون في نفس المنزل ونسبة 1.6% كانت تتألف من شخص يعيش بمفرده يبلغ من العمر 65 عاماً أو أكثر. وبلغ متوسط حجم الأسرة المعيشية 4.72، أما متوسط حجم العائلات فبلغ 5.06.
بلغ العمر الوسطي للسكان 21.1 عاماً. وكانت نسبة 43.2% من القاطنين تحت سن الثامنة عشر، وكانت نسبة 11.5% بين الثامنة عشر والرابعة والعشرين عاماً، ونسبة 22.5% كانت واقعةً في الفئة العمرية ما بين الخامسة والعشرين والرابعة والأربعين عاماً، ونسبة 15.8% كانت ما بين الخامسة والأربعين والرابعة والستين، ونسبة 6.9% كانت ضمن فئة الخامسة والستين عاماً فما فوق. وتوزع التركيب الجنسي للسكان بنسبة 53.4% ذكور و46.6% إناث.

## وصلات خارجية
- Community Information